# Orbit Culture
Orbit Culture ist eine schwedische Metal-Band, die im Jahr 2013 in Eksjö gegründet wurde. Die Band hat bisher vier Studioalben und drei EPs veröffentlicht.

## Geschichte
Die Idee die Band Orbit Culture zu gründen, kam von Sänger und Rhythmus-Gitarrist Niklas Karlsson und Ex-Gitarrist Maximilian Zinsmeister. Sie entschieden sich im Alter von 17 Jahre dazu, eine Band zu gründen. Dazu mieteten sie einen kleinen Proberaum in einem alten Kraftwerk an. Zu dieser Zeit spielte Maximilian Zinsmeister bei einer anderen Band namens Abstract Noise und rekrutierte Markus Bladh als Schlagzeuger und Christoffer Olsson als Bassisten für Orbit Culture. Kurz nach Gründung der Band fing Karlsson an Songs für ihre Debüt-EP zu schreiben. Die Band verbrachte den Sommer 2013 damit, ihre ersten Songs aufzunehmen und zu produzieren. Die Produktion endete am 17. August 2013 und die erste EP Odyssey wurde kurz darauf veröffentlicht. Die Band und ihre EP erregten einiges an öffentlichem Interesse, sie spielten kurz darauf ihre ersten Shows in ihrer Heimatstadt.
Nach positivem Feedback zu Odyssey startete die Band die Produktion zum ersten Studioalbum, welches am 23. Juli 2014 erschien und den Namen In Medias Res trug. Zinsmeister entschied sich kurz darauf Orbit Culture zu verlassen, um sich auf sein Studium zu konzentrieren. Die Band fing daraufhin an, am zweiten Studioalbum zu arbeiten. Das zweite Album Rasen erschien am 11. März 2016. Am 6. April 2018 erschien die EP Redfog und am 7. August 2020 das dritte Studioalbum Nija, welches viele positive Kritiken erhielt. Am 24. September 2021 veröffentlichte die Band ihre dritte EP Shaman. Karlsson erklärte, dass der Titel A Sailor's Tale von dem Song Master of Puppets von Metallica inspiriert war. Für das Jahr 2023 wurde ein neues Album namens Descent angekündigt, die erste Single Vultures of North erschien am 26. August 2022. Das Album erschien dann am 18. August 2023.

## Besetzung

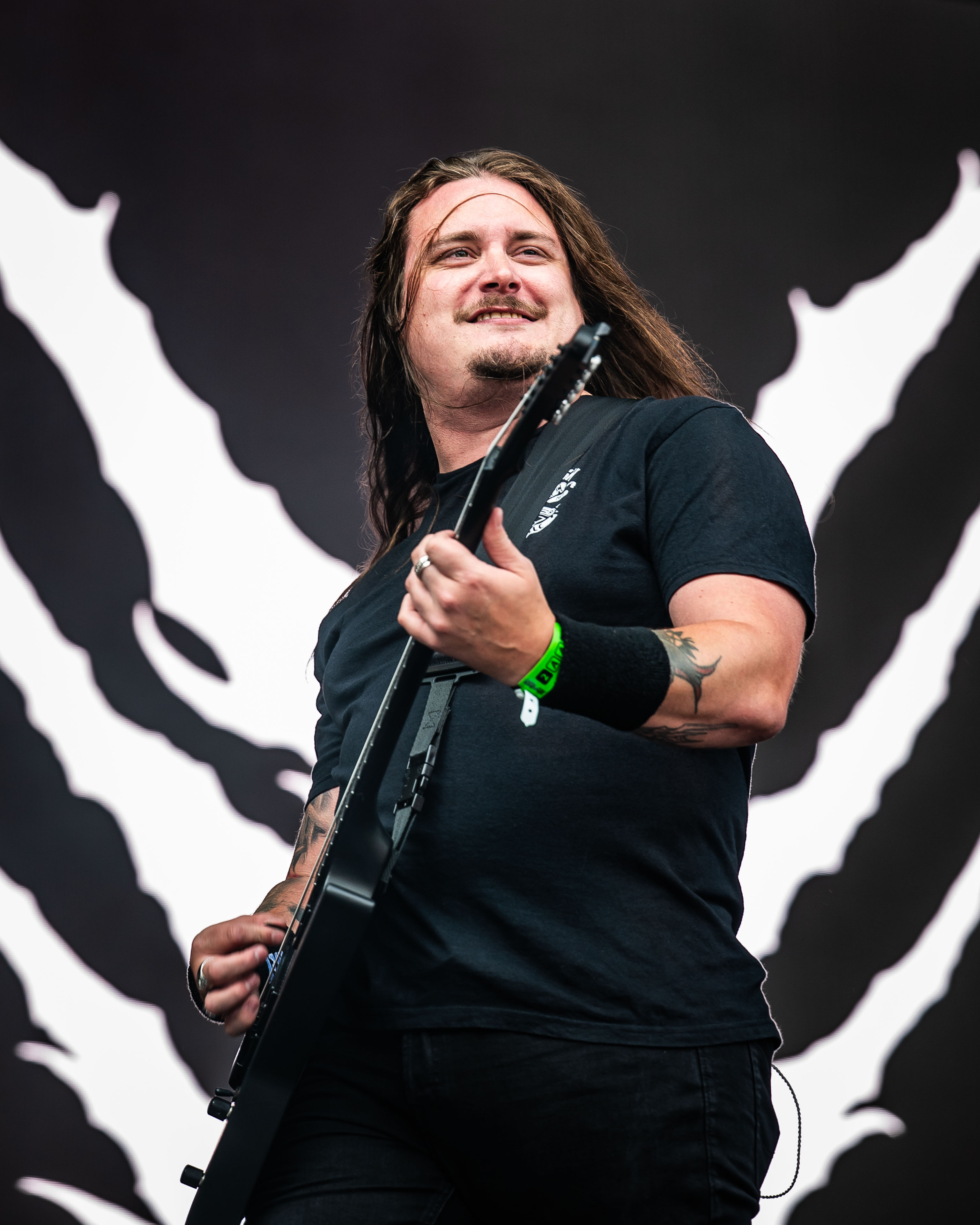
Niklas Karlsson
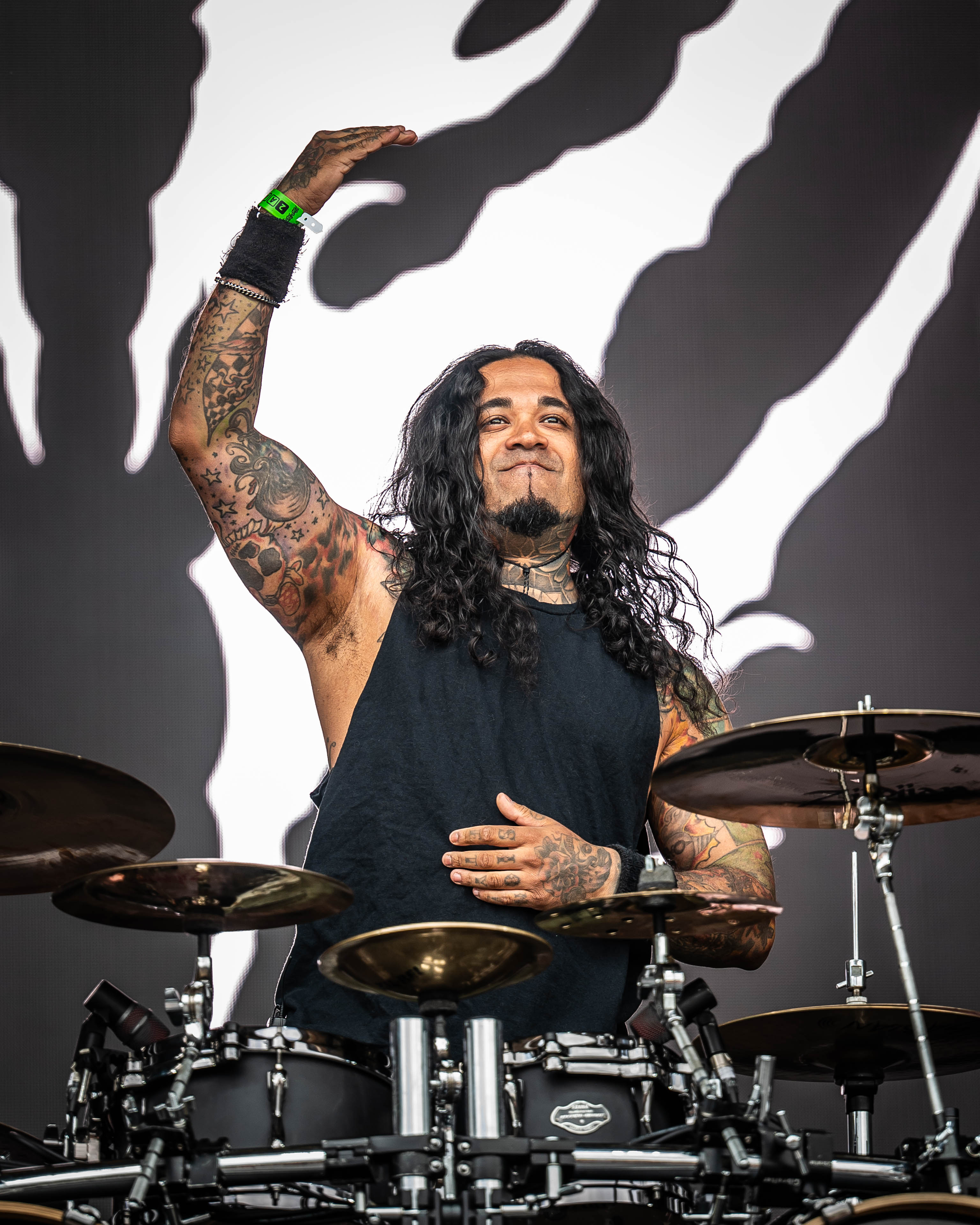
Christopher Wallerstedt
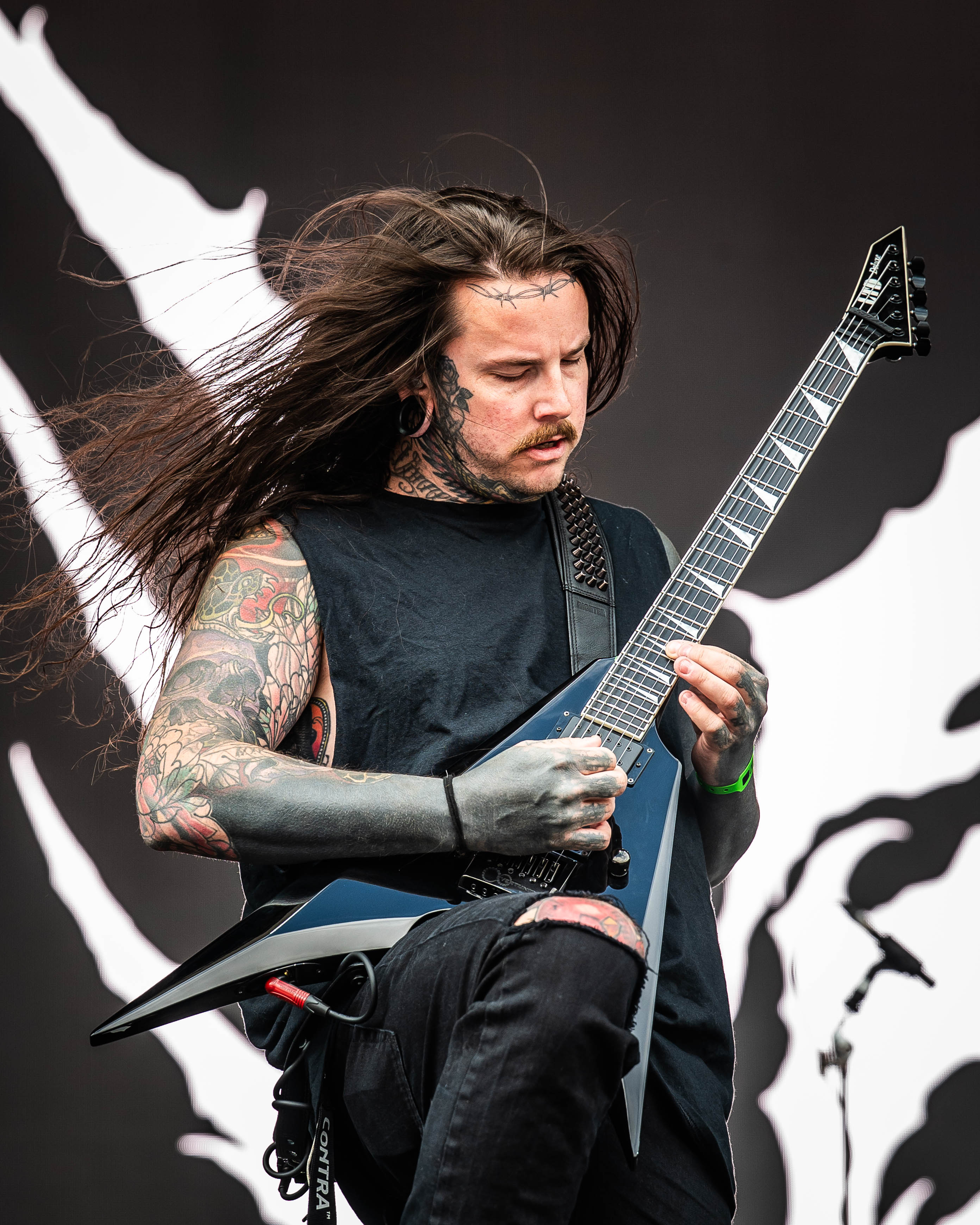
Richard Hansson
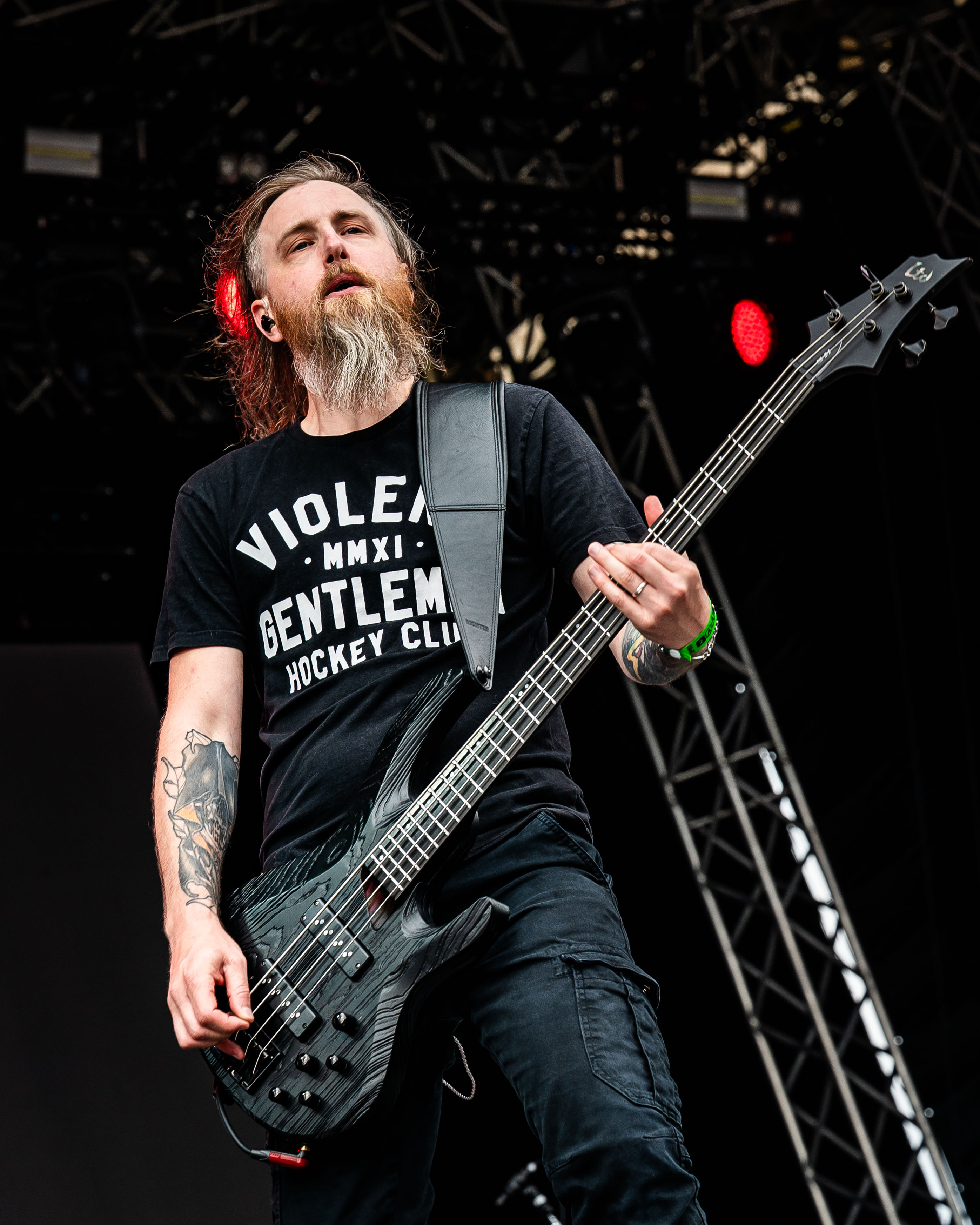
Fredrik Lennartsson

## Stil
Orbit Culture spielt eine Version des Metal, die oft als ein Mix aus Groove Metal und Melodic Death Metal beschrieben wird. Auch sind Elemente aus dem Thrash Metal oder dem Technical Death Metal zu hören. Dabei werden sie häufig mit Bands wie Gojira, Metallica oder Lamb of God verglichen, der Stil wechselt dabei zwischen melodischen und harten Passagen. Während die ersten Veröffentlichungen noch sehr vom Groove Metal bzw. Death Metal beeinflusst waren, erhielten die melodischen Parts immer weiter Einzug in den Stil von Orbit Culture ohne jedoch die Wurzeln zu verlassen.
Der Gesang ist dabei überwiegend guttural, es wird aber auch Klargesang verwendet. Karlsson's Klargesang wird dabei häufig mit James Hetfield von Metallica verglichen.
Orbit Culture selbst geben Gojira und Metallica als ihre größten Einflüsse an.

## Diskografie
Alben
- 2014: In Medias Res
- 2016: Rasen
- 2020: Nija
- 2023: Descent

EPs
- 2013: Odyssey
- 2018: Redfog
- 2021: Shaman
- 2023: The Forgotten